# 模仿大师
模仿大師（英語：Taskmaster），本名安東尼·「東尼」·馬斯特斯。是一名出現於漫威漫畫的虛構反英雄。該角色初次登場於《復仇者》第41期（1980年5月），由和所創作。

## 人物
模仿大師是一位來歷不明的超級罪犯，他擁有可以將親眼看過的戰鬥技巧完美地複製下來並親身使用的能力，於是他便利用此能力開設了一間學校，專門教導反派格鬥方式。
模仿大師經常利用他的高科技套裝模仿成任何人，亦能模擬出那個人所用的武器，例如金鋼狼的爪子、美國隊長的盾牌和蜘蛛人的蜘蛛絲等等。
他經常接受一些罪犯的僱用去對抗超級英雄，是復仇者聯盟的強敵之一，但他出乎意外地和死侍關係不錯，也曾一起聯手對抗過時任天錘局局長諾曼·奧斯朋的追擊。
而在《Marvel NOW!》時，模仿大師加入過祕密復仇者的一個新團隊中。

## 能力
模仿大師天生擁有神奇的仿效能力，肌肉擁有十分精確的反應能力，只要看到一次就能完美地模仿對方的所有動作，包括對方的聲音。
所以他能依此學習任何一種武術或戰鬥技巧，亦能令自己完美地重現雜耍、體操、劍術、射箭、特技飛行等專業技能。
因此他經常攜帶著類似美國隊長的圓盾、類似鷹眼的弓與箭、模仿夜魔俠的多功能戰鬥棍以及黑騎士的長劍，並依情況來對抗超級英雄的攻勢。
但是模仿大師曾經說過：“唯一不能模仿的人只有死侍，因為連死侍本人都不知道他自己在做甚麼”。
在從神盾局搶來，可以模擬出武器裝備的特殊能量裝置後，就連金鋼狼的利爪或蜘蛛人的蛛絲也可以模仿來用，這令他變得更加危險和難以對抗。
模仿大師唯一可以說是弱點的地方只有他無法模仿超級英雄所擁有的超能力：像是他雖然能像美國隊長那樣完美的投擲圓盾並施展出其格鬥技巧，卻沒有辦法重現美國隊長的力量與耐力；能夠重現蜘蛛人的蛛絲戰鬥法，卻沒有辦法像他那樣攀附在牆上；能夠使用鋼鐵人的武器，卻沒有辦法有像他的財力。

## 其他媒體

### 電影
- 漫威電影宇宙：由歐嘉·柯瑞蘭寇飾演女版「模仿大師」安東妮雅·德雷科夫，設定為德雷科夫的女兒，執行紅房派出的任務。
  - 《黑寡婦》（2021年）[4]
  - 《雷霆特攻隊*》（2025年）

### 動畫
- 《終極蜘蛛人》：由克蘭西·布朗配音[5][6] 。
- 《復仇者聯盟：正義出擊（英语：Avengers Assemble (TV series)）》：同由克蘭西·布朗配音[5][7]。

### 遊戲
- 《樂高漫威超級英雄》
- 《漫威英雄 Online》：玩家創角時可選擇模仿大師為遊戲角色[8]，或另付費購買。
- 《漫威：未來之戰》：手機遊戲，模仿大師是玩家可使用角色之一。[9]
- 《蜘蛛俠》：由布萊恩·布魯姆（英语：Brian Bloom）配音[10]。
- 《漫威超級戰爭》
- 《漫威復仇者聯盟》[11]